# Jeche-Cagan
Jeche-Cagan (ros. Ехэ-Цаган) – wieś (ułus) w Rosji, w Buriacji, w rejonie sielengińskim. W 2010 liczyła 399 mieszkańców.